# Andrea Bellini
Pour les articles homonymes, voir Bellini.
Andrea Bellini est un chanteur d'opéra italien (voix basse) dont la carrière s'étend des années 1840 aux années 1870. Il est spécialisé dans le répertoire buffa et chante souvent des rôles de comprimario.

## Biographie
De 1843 à 1853, de 1856 à 1858 et de 1866 à 1872 Andrea Bellini chante à La Fenice de Venise.
Il interprète des rôles lors de plusieurs premières mondiales, dans Giuditta de Samuele Levi (en) (1844, Mindo), dans Ernani de Giuseppe Verdi (1844, Jago), dans Giovanna Maillotte de Giovanni Galzerani (en) (1848), dans La vivandiera de Galzerani (1848), dans Elisabetta di Valois de Antonio Buzzolla (1850, Comte di Lerme), dans Fernando Cortez de Francesco Malipiero (1851, Don Alfonso), dans Rigoletto de Verdi (1851, Comte Ceprano), dans Hermosa de Giovanni Felis (1851), dans La prigioniera de Carlo Ercole Bosoni (en) (1853, Inigo), dans Aladino d'Antonio Monticini (en) (1853, Uberto), dans La traviata de Verdi (1853, Dottore Grenvil), dans Simon Boccanegra de Verdi (1857, Pietro) et dans Il matrimonio per concorso de Serafino Amedeo De Ferrari (en) (1858, Anselmo).
Il chante au Teatro Regio de Parme en 1854-1855. Il est aussi invité au Teatro San Carlo de Naples.

## Sources
- (en) Cet article est partiellement ou en totalité issu de l’article de Wikipédia en anglais intitulé « Andrea Bellini » (voir la liste des auteurs).